# Яловцова, Элишка
Эли́шка Я́ловцова (чеш. Eliska Jalovcová; род. 1990) — чешская кёрлингистка.
В составе женской сборной Чехии участница зимней Универсиады 2011.

## Достижения
- Чемпионат Европы по кёрлингу среди смешанных команд: бронза (2011).
- Первенство Европы по кёрлингу среди юниоров: серебро (2009).

## Команды
| Сезон                                          | Четвёртый        | Третий          | Второй           | Первый          | Запасной                                  | Турниры                       |
| ---------------------------------------------- | ---------------- | --------------- | ---------------- | --------------- | ----------------------------------------- | ----------------------------- |
| 2008—09                                        | Анна Кубешкова   | Линда Климова   | Тереза Плишкова  | Элишка Яловцова | Мартина Стрнадова тренер: Йиржи Цандра    | ПЕЮ 2009 · ЧМЮ 2009 (7 место) |
| 2010—11                                        | Анна Кубешкова   | Тереза Плишкова | Вероника Гердова | Элишка Яловцова | Луиза Иллькова (ЧЕ) тренер: Карел Кубешка | ЧЕ 2010 (11 место)            |
| 2010—11                                        | Анна Кубешкова   | Линда Климова   | Тереза Плишкова  | Элишка Яловцова | Камила Мошова тренер: Карел Кубешка       | ЗУ 2011 (7 место)             |
| 2010—11                                        | Анна Кубешкова   | Тереза Плишкова | Paula Proksikova | Элишка Яловцова | Мартина Стрнадова тренер: Карел Кубешка   | ЧМЮ 2011 (9 место)            |
| 2010—11                                        | Анна Кубешкова   | Тереза Плишкова | Луиза Иллькова   | Элишка Яловцова | Вероника Гердова тренер: Карел Кубешка    | ЧМ 2011 (12 место)            |
| Кёрлинг среди смешанных команд (mixed curling) |                  |                 |                  |                 |                                           |                               |
| 2011—12                                        | Криштоф Халоупек | Элишка Яловцова | David Jirounek   | Луиза Иллькова  | Томаш Паул тренер: Карел Кубешка          | ЧЕСК 2011                     |

(скипы выделены полужирным шрифтом)